# Viburnum rhytidophyllum
Viburnum rhytidophyllum es una especie de arbusto perteneciente a la familia Adoxaceae. Es originaria de China. Se utiliza como planta ornamental en parques y jardines.

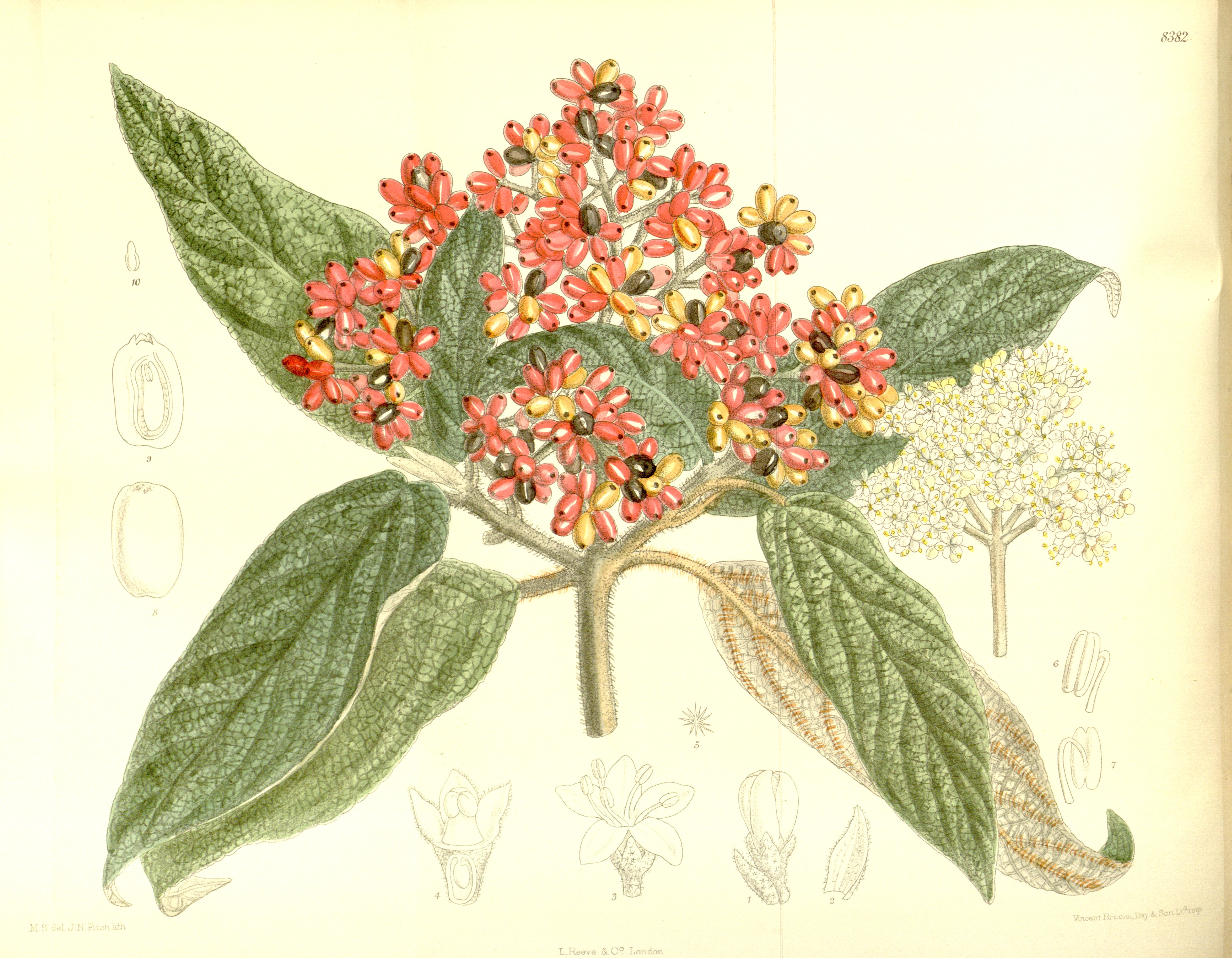
Ilustración.

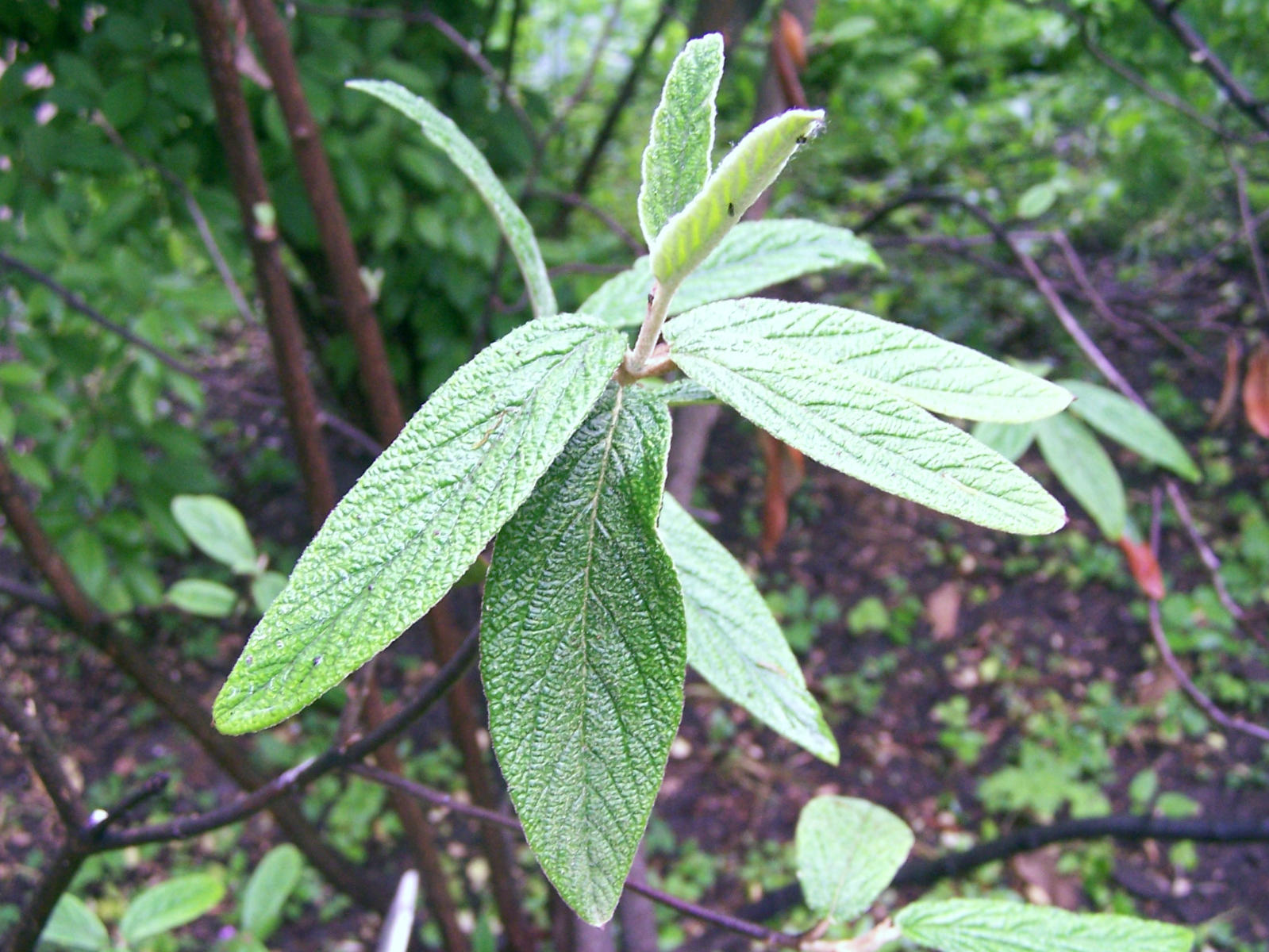
Hojas.

## Descripción
Es un pequeño árbol o arbusto de hoja perenne, alcanzando una altura de hasta 4 metros. La corteza es de color gris-marrón. Las ramas tienen la corteza, el primer año, densamente lanosa de color amarillo-blanquecino. La hoja simple, coriácea de 8 cm a 18 y una anchura de 2,5 a 8 cm ligeramente ovado-oblongos a ovado-lanceoladas. La superficie inferior de la hoja es muy arrugado. La inflorescencia en umbela. El fruto madura entre septiembre y octubre e inicialmente será de color rojo, y al madurar se vuelve negro. La drupa tiene una sola semilla de 6 a 8 mm de ancho elíptica con base redondeada. El número de cromosomas es 2n = 18.

## Distribución y hábitat
Viburnum rhytidophyllum crece naturalmente en los bosques y matorrales en altitudes desde 700 hasta 2400 metros sólo en las provincias chinas de Guizhou, en el oeste de Hubei, en el sur de Shaanxi y Sichuan.

## Taxonomía
Viburnum rhytidophyllum fue descrita por William Botting Hemsley y publicado en Journal of the Linnean Society, Botany 23(156): 355. 1888.
Etimología
Viburnum: nombre genérico de un nombre clásico latino de una especie de este género, Viburnum lantana, llamado el árbol caminante.
rhytidophyllum: epíteto derivado de las palabras griegas rhytidos = "arrugado" y phyllum = "hoja".
Sinonimia
- Callicarpa vastifolia Diels[1]